# ژیان‌مرغ خاکستری دم‌شیاری
ژیان‌مرغ خاکستری دم‌شیاری (نام علمی: Muscipipra vetula) گونه‌ای از پرندگان تیرهٔ ژیان‌مرغان (Tyrannidae)، از سردهٔ تک‌نماد Muscipipra است. این گونه در جنوب شرقی برزیل، شرق پاراگوئه و شمال شرقی آرژانتین یافت می‌شود، جایی که زیستگاه طبیعی آن جنگل‌های جلگه‌ای نمناک نیمه‌گرمسیری یا گرمسیری، جنگل‌های کوهستانی نمناک نیمه‌گرمسیری یا استوایی و جنگل‌های پیشین به شدت دگرگون‌شده است.